# Jump Super Stars
Jump Super Stars (ジャンプスーパースターズ, Janpu Sūpā Sutāzu) é um jogo de vídeo game de luta em 2D lançado exclusivamente para o Nintendo DS. Foi desenvolvido pela Ganbarion e publicado pela Nintendo. O jogo foi lançado em 8 de agosto de 2005, no Japão o jogo poderia ser comprado com uma versão exclusiva do jogo junto com um Nintendo DS vermelho. Em 23 de novembro de 2006 o jogo ganhou uma sequência, Jump Ultimate Stars.

## Jogabilidade
Jump Super Stars possui personagens da revista de manga semanal Shonen Jump do Japão. O jogo possui uma jogabilidade similar a Super Smash Bros. O jogo suporta de dois a quatro jogadores no modo multiplayer e possui mais de 75 missões.

## Locações
Jump Super Stars possui mais de 32 locações e estágios, existe um nível para cada Manga, o qual possui cada, um personagem no jogo.

## Séries
Essa é a lista de séries presentes no jogo. A maioria dos personagens principais de cada série aparecem como personagem no jogo.
| - Black Cat - Bleach - Bobobo-bo Bo-bobo - Busou Renkin - Death Note - D.Gray-man - Dragon Ball - Dr. Slump - Eyeshield 21 - Gintama - Hunter × Hunter - Hikaru no Go - Ichigo 100% - JoJo's Bizarre Adventure | - Reborn! - KochiKame - Mr. Fullswing - Naruto - One Piece - Pyu to Fuku! Jaguar - Rurouni Kenshin - Shaman King - Slam Dunk - Steel Ball Run - The Prince of Tennis - Yu-Gi-Oh! - YuYu Hakusho |

## Vendagem
Na sua primeira semana de vendas, Jump Super Stars vendeu 220.912 cópias. Ele foi o 19º jogo mais vendido em 2005, após atingir o número de 464.076 cópias vendidas.